# Inmigración argelina en Francia
Desde un punto de vista legal, la inmigración argelina en Francia hace referencia al arribo de extranjeros provenientes de la República Argelina Democrática y Popular en la República Francesa. Esta inmigración comienza como tal el 5 de julio de 1962 con la proclamación de la independencia de Argelia con respecto a Francia y la creación de la República argelina (septiembre de 1962) y una nacionalidad argelina. Antes de esa fecha, los actores políticos utilizaban simplemente el término "migración".

## Demografía
Según el INSEE, el 4,0% de los niños nacidos en 2015 en la Francia metropolitana, o 30 426 de los 758 344, tienen un padre nacido en Argelia, con la mayor proporción en los departamentos de Sena-Saint-Denis (10,5%), Bocas del Ródano (9,5%), Ródano (8,3%), Valle del Marne (8,0%), Territorio de Belfort (7,3%), Valle del Oise (6,4%), Haute-Garonne (6,3%), Hauts-de-Seine (6,2%), Loire (6,1%), Haute-Vienne (5,5%) y Essonne (5,3%), París (5,1%), Norte (5,0%), Pirineos Orientales (4,7%), Haut-Rhin (4,7%), Isère (4,6%), Yvelines (4,4%), Seine-et-Marne (4,1%), Moselle (4,1%), Gard (4,0%), Alpes-Maritimes (3,7%) y Hérault (3,7%). %), Drôme (3,7%).